# Maryana Iskander
Maryana Iskander, född 1 september 1975, är en egyptiskfödd amerikansk social entreprenör och advokat. 2022 blev hon verkställande direktör (VD) för Wikimedia Foundation och efterträdde Katherine Maher. Iskander var VD för Harambee Youth Employment Accelerator och tidigare operativ chef för Planned Parenthood Federation of America i New York.

## Biografi
Maryana Iskander föddes i Kairo i Egypten och emigrerade till USA med sin familj vid fyra års ålder. Familjen bosatte sig i Round Rock, Texas. Iskander tog examen i sociologi 1997 från Rice University och 2003 tog hon examen vid Yale Law School.
Den 14 september 2021 utsågs Iskander till VD för Wikimedia Foundation och började arbeta där den 5 januari 2022. Hon har i intervjuer sagt att hennes prioriteringar efter att ha tillträtt sin post var att diversifiera Wikipedias frivilliga skribenter och redaktörer och att främja Wikimedia Foundations uppdrag att förespråka tillgång till fri information.